# Klingende toner
Klingende toner er en dansk musikfilm fra 1945 med instruktion og manuskript af Alice O'Fredericks og Lau Lauritzen Jr..

## Handling
Forskellige kunstnere optræder med klassiske musikstykker.